# AN/SSQ-57
AN/SSQ-57 — американский одноразовый ненаправленный пассивный гидроакустический буй системы LOFAR (англ. Low Frequency Analysis and Recording, низочастотный анализ и запись), типоразмер А. В основе представляет собой буй AN/SSQ-41, в котором оригинальный гидрофон заменён калиброванным с диапазоном частот 10 Гц — 20 кГц. Благодаря калиброванному микрофону позволяет осуществлять точное измерения уровня звукового давления. Устанавливается с самолётов и вертолётов.
Применяется в системе DICASS в качестве чувствительного гидрофона с расширенным низкочастотным диапазоном для распознавания сигнатур подводных лодок.
Микрофон выпускается из днища поплавковой части буя и опускается на кабеле на предустановленную глубину от 27 до 120 м. Передатчик может работать в одном из 31 фиксированных радиоканалах. С дополнительным переключателем функций число каналов может быть расширено до 99.
При попадании в воду буй автоматически переходит в рабочий режим в соответствии с предустановленной глубиной погружения гидрофона и длительностью функционирования. При получении акустического сигнала буй преобразует уровень звукового давления в усиленный электрический сигнал и передаётся по радиоканалу на самолёт/вертолёт-носитель в виде частоты сигнала, модулирующего несущую УКВ-частоту.
AN/SSQ-57M — якорная модификация буя AN/SSQ-57. Предназначена для постановки с воздуха на глубинах от 25 до 120 м. Длительность функционирования устанавливается на 1, 4 или 12 часов.

## Тактико-технические характеристики
- Частотный диапазон — 10 Гц ... 20 кГц[1]
- Глубина погружения гидрофона — 27 ... 120 м
- Длительность функционирования — 1, 3 или 8 часов (1, 4 или 12 для SSQ-57M)
- Частота передатчика — 31 фиксированная частота  (99 частот с дополнительным переключателем функций)